# Schnellin
Schnellin is een ortsteil van de stad Bad Schmiedeberg in de Duitse deelstaat Saksen-Anhalt. De plaats ligt ongeveer 17 kilometer zuidoostelijk van Lutherstadt Wittenberg aan de rand van het Naturpark Dübener Heide. Tot 1 juli 2009 was Schnellin een zelfstandige gemeente.